# رندی جکسون (جکسونز)
استیون رندال رندی جکسون (به انگلیسی: Steven Randall "Randy" Jackson) (زادهٔ ۲۹ اکتبر ۱۹۶۱) خواننده و آهنگ‌ساز آمریکایی است.
 او در شهر گری ایالت ایندیانا متولد شد. وی نهمین فرزند و کوچکترین پسر خانواده جکسون است. زمانی که گروه جکسون ۵ پایه‌گذاری شد او تنها ۳ ساله بود و از همین جهت او در این گروه عضویت نداشت.